# Bardinet (entreprise)
Pour les articles homonymes, voir Bardinet.
Bardinet est un groupe rhumier fondé par Paul Bardinet en 1865.
Bardinet est spécialisé dans la distribution de rhums et d'autres alcools. Le groupe possède plusieurs marques de rhums (Negrita, Dillon, Old Nick), une marque de whisky (Sir Edward's), une marque de vodka (Aska).
Bardinet distribue aussi des cocktails tels des punchs mais aussi des sirops de canne, des brandies et des liqueurs.

## Historique
En 1854, est publié le décret de suppression des droits de douane à l'importation des alcools coloniaux.
En 1857, est créée à  Limoges la maison F. Bobin, Liquoriste. Paul Bardinet, engagé comme salarié à 19 ans, y travaille. Il décide d'inventer un nouvel alcool en distillant du tafia, issu du jus de la canne à sucre, d’où naitra le rhum Negrita,.
En 1863, le jeune Paul-Augustin-Marie Bardinet s'associe avec Francois Bobin qui lui cèdera la totalité de son affaire à Limoges en 1865.
Le 18 janvier 1877, Paul dépose au greffe du tribunal de Commerce de Limoges, « un vase en grès à deux teintes (jaune et blanc) avec anse et bec, dénommée amphore, destinée à recevoir des liqueurs ». En 1884, il crée la marque Negrita et la dépose officiellement en 1886. 
En 1891, Édouard Bardinet (1866-1936), fils de Paul, s’associe à son père pour monter une firme de commerce des rhums à la Jamaïque, à Saint-Elisabeth. 
En 1895, Édouard Bardinet quitte Limoges pour s'installer à Caudéran, près de Bordeaux, afin de construire de vastes domaines viticoles à proximité des quais. Bordeaux est, à l'époque, un important port et une plaque tournante du commerce de vin et d'alcool.
En 1895, la capacité de la première usine de Caudéran s'avérant insuffisante, une seconde usine est construite au 136 quai des Chartrons, où se trouve l'actuel Hôtel des ventes de Bordeaux.
Il crée une gamme de nouveaux produits comme les sirops de canne à sucre, les punchs aux fruits et les cocktails. 
En 1922, la société acquiert plusieurs chais dans le port de Bordeaux, quai des Chartrons.
En 1967, Bardinet achète la distillerie Dillon située à Fort-de-France en Martinique.
En 1975, après avoir acquis le « domaine de Fleurenne » à Blanquefort en périphérie de Bordeaux, l'entreprise Bardinet y installe l'ensemble de ses activités. Le rhum Negrita y est fabriqué encore aujourd'hui.
En 1983, la société se diversifie dans le whisky en achetant la marque écossaise Sir Edward's.
En 1993, l'entreprise Bardinet entre dans le groupe La Martiniquaise dont l'actionnaire principal est la Compagnie Financière Européenne de Prises de Participations (COFEPP).
En 2001, Bardinet acquiert la distillerie Bellevue à Marie-Galante.
En 2009, les marques Caraïbos, L'Héritier-Guyot, Valauria, Manor et Rapha rejoignent Bardinet. La même année, Bardinet et La Martiniquaise s'unissent en une nouvelle entreprise : la BLMD (Bardinet La Martiniquaise Distribution). Désormais cette union possède également des marques telles que Poliakov ou Label 5.
En 2011, après l'achat de « Quartier Français », Bardinet supervise les marques d'apéritif sans alcool Bouguet Pau, Blancart, Palermo, Mister Cocktail et Artigny.

### Rhum Negrita
Le rhum de 40 % « La Negrita » fut déposé par Paul Bardinet à Limoges en 1886. Quelques années après, la marque devient « Negrita » tout court. L'image de la marque, représentée par une femme antillaise est, selon Bacholet, le personnage le plus vieux de la publicité française. L'image fut dessinée par Max Camis.

### Marques du groupe
- Sir Edward's (whisky)
- Old Nick (rhum)
- Negrita (rhum)
- Dillon (rhum)
- Aguacana Cachaça (préparation de cocktail)
- Canadou (sirop de canne)
- Crèmes de fruits L'Héritier-Guyot
- Liqueurs L'Héritier-Guyot
- Liqueurs Bardinet
- Manzana Luna Verde
- Valauria (muscat de Rivesaltes)
- Rapha (muscat de Rivesaltes)
- Manor (muscat de Rivesaltes)
- Brandy Bardinet
- Beehive (brandy)
- Château Peyroulet (vin de Bordeaux)
- Château Moulin de Prayère (vin de Bordeaux)
- Château Grand Clapeau Olivier (Haut-Médoc)
- Château le Cèdre d'Arthus (bordeaux-supérieur)
- Château Moulin de Brion (Médoc)
- Château Grand Soussans (Margaux)
- Château Malescasse (Haut-Médoc)
- Château Lamarsalle (Montagne-saint-émilion)
- Château La Rose Bouquey (Saint-émilion)
- Château Haut Pontet (Saint-émilion)
- Adet Seward (Bordeaux rouge, Bordeaux blanc, Médoc, Saint émilion)
- Longchamps (Languedoc rouge et blanc)
- Alvinde (vin chilien)